# Vernet (Alto Garona)
Vernet é uma comuna francesa na região administrativa da Occitânia, no departamento do Alto Garona. Estende-se por uma área de 10.07 km², com 2.985 habitantes, segundo o censo de 2018, com uma densidade de 300 hab/km².